# Edier Frejd
Edier Frejd, född 16 december 1979 i Cali-Valle i Colombia, är en svensk fotbollsspelare som spelar för Arboga Södra IF. Han är uppvuxen i Viskafors utanför Borås.

## Spelarkarriär
Frejds tidigare klubbar är Rydboholms SK (moderklubb), IF Elfsborg, UD Las Palmas, Gais och Raufoss IL. 2009 skrev han på för Kongsvinger IL i norska Adeccoligaen.
I mars 2015 skrev han på för ett år med Eskilstuna City i division 2. Kontraktet förlängdes över 2016, och sedan även 2017. Efter ett uppehåll sedan 2018 blev Frejd inför säsongen 2021 klar för spel i division 3-klubben Arboga Södra IF.

## Tränarkarriär
2018 var Frejd assisterande tränare i Eskilstuna City. Han blev i januari tillförordnad huvudtränare efter att Jawad Al Jebouri blivit uppsagd med omedelbar verkan på grund av en dispyt med AFC Eskilstuna. Eskilstuna City blev under säsongen 2018 nedflyttade till Division 3 och Frejd fick därefter lämna sitt tränaruppdrag.